# Гауптман, Альфред
Альфред Гауптман (нем. Alfred Hauptmann; 29 августа 1881, Гливице — 5 апреля 1948, Бостон) — немецкий психиатр и невролог еврейского происхождения; работал в Гейдельберге, Гамбурге и в университетской клинике Фрайбурга; в 1926 году он стал полным профессоров в университете Галле, а три года спустя был избран членом Леопольдины.

## Биография
Альфред Гауптман родился 29 августа 1881 года в верхне-силезской Гливице; его профессиональная карьера была тесно связана с Максом Нонне. После учебы в Гейдельберге и Гамбурге, Гауптман стал сотрудником в университетской клинике Фрайбурга — получил высшее образование в 1912 году. В том же году появилась и его самая известная работа «Люминал в борьбе с эпилепсией» (Luminal bei Epilepsie), в которой доказывалась эффективность фенобарбитала как противоэпилептического средства. После участия в боевых действиях Первой мировой войны он возобновил свою работу во Фрайбургском университете, где уже в 1918 году стал экстраординарным профессором и старшим врачом в местной психиатрической больнице. В 1926 году стал полным профессором в университете Галле.
В 1929 году Гауптман был избран членом Леопольдины; до 1935 года он работал директором психиатрической больницы в Галле — вынужден был отказаться от своего поста в связи с принятием Закона о гражданине Рейха. Недолгое заключение в концентрационном лагере Дахау ускорило решение об эмиграции: путь в США для Гауптман вел через Швейцарию и Англию. После эмиграции он лишь отчасти сумел продолжить свою научную работу, получив позицию в Бостоне: попытки найти позицию, сопоставимую с потерянной в Германии, предпринимавшиеся и с помощью Фонда Рокфеллера, не увенчались успехом. Скончался 5 апреля 1948 года в Бостоне.

## Работы
- Luminal bei Epilepsie. Münchner Medizinische Wochenschrift 1912; 59: 1907—1909
- Hirndruck. Habilitationsschrift an der Universität Freiburg. Union deutsche Verlagsgesellschaft (Stuttgart) 1914
- Muscular shortening and dystrophy. A heredofamilial disease. In: Archives of Neurology and Psychiatry 1941; Vol. 46: 654—664 (совместно с Siegfried Joseph Thannhauser)